# Kariya
Kariya (刈谷市, Kariya-shi) (刈谷市, Kariya-shi?) és una ciutat situada en la prefectura de Aichi, Japó.
La ciutat té una població estimada de 145,117 habitants (dades de gener de 2008) i la densitat de població és de 2.880 persones per km². La seva superfície total és de 50,45 km².

## Història

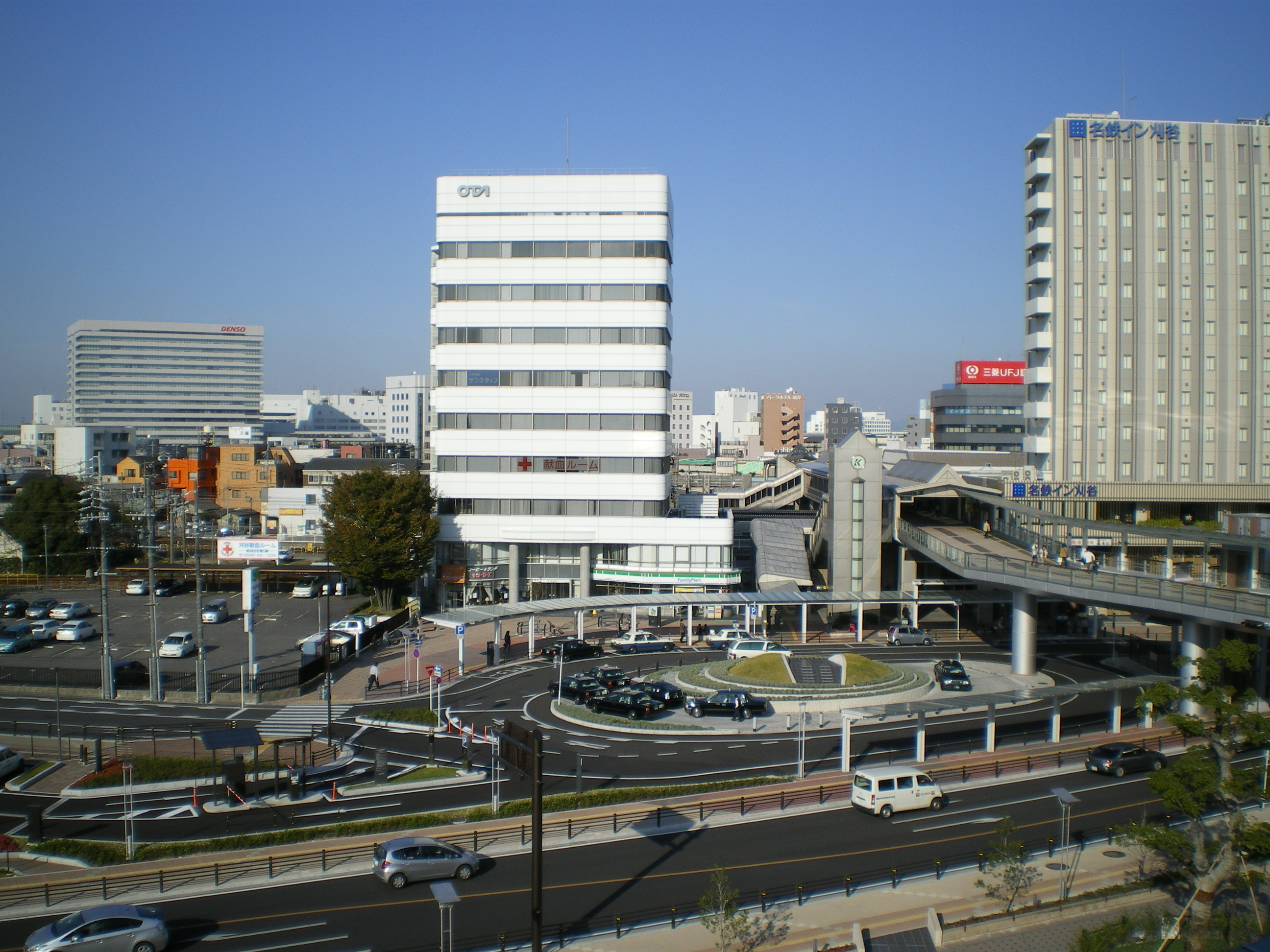
Kariya Station-Southplaza

La ciutat va ser fundada l'1 d'abril de 1950. Kariya està germanada amb Mississauga, en Ontario, Canadà.
Kariya està a uns 30 quilòmetres amb tren de Nagoya, la quarta ciutat més gran, la qual va sofrir intensos bombardejos durant la Segona Guerra Mundial.
Hi ha empreses relacionades amb Toyota Motor Corporation, com Toyota Industries Corporation, Aisin Seiki, i Dens Corporation. Toyoda Automatic Loom Works, va anar en realitat l'empresa original, o Kaisha de Toyota Motor Corporation, que es va convertir en una empresa filial. Perquè Toyoda Automatic Loom Works va ser una empresa altament rendible, que els membres de la junta directiva van decidir reinvertir gran part dels beneficis en el creixent negoci de fabricació d'automòbils.
Una institució educativa amb seu en Kariya és el de Aichi University of Education (AUE), una universitat nacional, i la seva afiliada escola secundària. Tant el AUE i AUE High School es troben en la secció de Igaya.
Durant la Segona Guerra Mundial, grans torres de comunicacions finançades per l'Alemanya Nazi van ser construïdes a Kariya i es van utilitzar per comunicar les ordres d'atacar a Pearl Harbor. No obstant això ja han estat demolides.

## Personatges natius
- Mitsunori Yoshida(1962) jugador de futbol. competit en Agonia de Doha.
- Koji Kondo (futbol)(1972-2003) jugador de futbol.
- Nobuyuki Sato (atleta)(1972) corredor de marató. medalla de bronze en Campionat Mundial d'Atletisme de 1999.

## Ciutats germanes
- Mississauga, Canadà[1]